# Transrapid 06
Der Transrapid 06 (kurz TR06) ist ein zweigliedriges Magnetschwebebahn-Fahrzeug vom Typ Transrapid und wurde als erste Magnetschwebebahn seiner Art für die Transrapid-Versuchsanlage Emsland (TVE) gebaut, die im Juni 1983 in Betrieb genommen wurde. Er ist der Nachfolger des Transrapid 05.
Das zusammenhängende Fahrzeug war 120 Tonnen schwer und 54 Meter lang.

## Geschichte

### Einsatz auf der TVE
Der Wagenkasten des Fahrzeugs wurde von Krauss-Maffei gefertigt, die Schwebetechnik von Krauss-Maffei in Zusammenarbeit mit Messerschmitt-Bölkow-Blohm. Am 13. März 1983 wurde der TR06 im Werk von Krauss-Maffei in München der Öffentlichkeit vorgestellt. Im Anschluss wurde er nach Lathen zur neuen Versuchsanlage transportiert.
Der feierliche Rollout des Fahrzeugs im Juli 1983 scheiterte infolge eines stationären Kurzschlusses, der einen Kabelbrand zur Folge hatte. Am 30. Juni 1983 verkehrte der Zug erstmals (ferngesteuert) auf der teilweise fertiggestellten Testanlage. Ende Oktober 1983 schwebte der Transrapid 06 erstmals offiziell auf der Anlage. Zuvor war bereits ein 18,5 m langes Sonderfahrzeug – ein Transportfahrzeug für Personen, Geräte und Material – mit 16 Reifen über die Fahrbahn gerollt. Dieses bis zu 50 km/h schnelle Fahrzeug diente auch dem Räumen von Schnee in Höhe von bis zu 55 cm.
Am 4. Mai 1984 durchbrach der Transrapid 06 mit 205 km/h erstmals die 200-km/h-Marke. Am 16. August 1984 erreichte der TR06 257 km/h, am 17. Oktober gleichen Jahres stellte das Fahrzeug mit 302 km/h einen neuen Weltrekord für personenbesetzte elektromagnetische Schwebefahrzeuge auf. Im Dezember wurden 355 km/h erreicht.
Anfang Dezember 1987 schwebte das Fahrzeug erstmals auch über die Südschleife der Versuchsanlage. Am zweiten Betriebstag (11. Dezember 1987) der fertiggestellten Anlage stellte die Magnetschwebebahn dabei mit 406 km/h einen neuen Weltrekord für personenbesetzte Magnetschwebefahrzeuge auf. Wenig später, am 22. Januar 1988, erreichte der TR06 eine Geschwindigkeit von 412,6 km/h. 1988 wurde der anwendungsnahe Dauerbetrieb aufgenommen.
Mit der Inbetriebnahme des Nachfolgemodells Transrapid 07 1989 wurden bis 1992 beide Züge parallel auf der TVE betrieben. Da sich die Technik der Fahrzeuge deutlich unterschied, verfügte
der Leitstand im Versuchszentrum über beide Betriebsleittechnik-Systeme.

### Verbleib

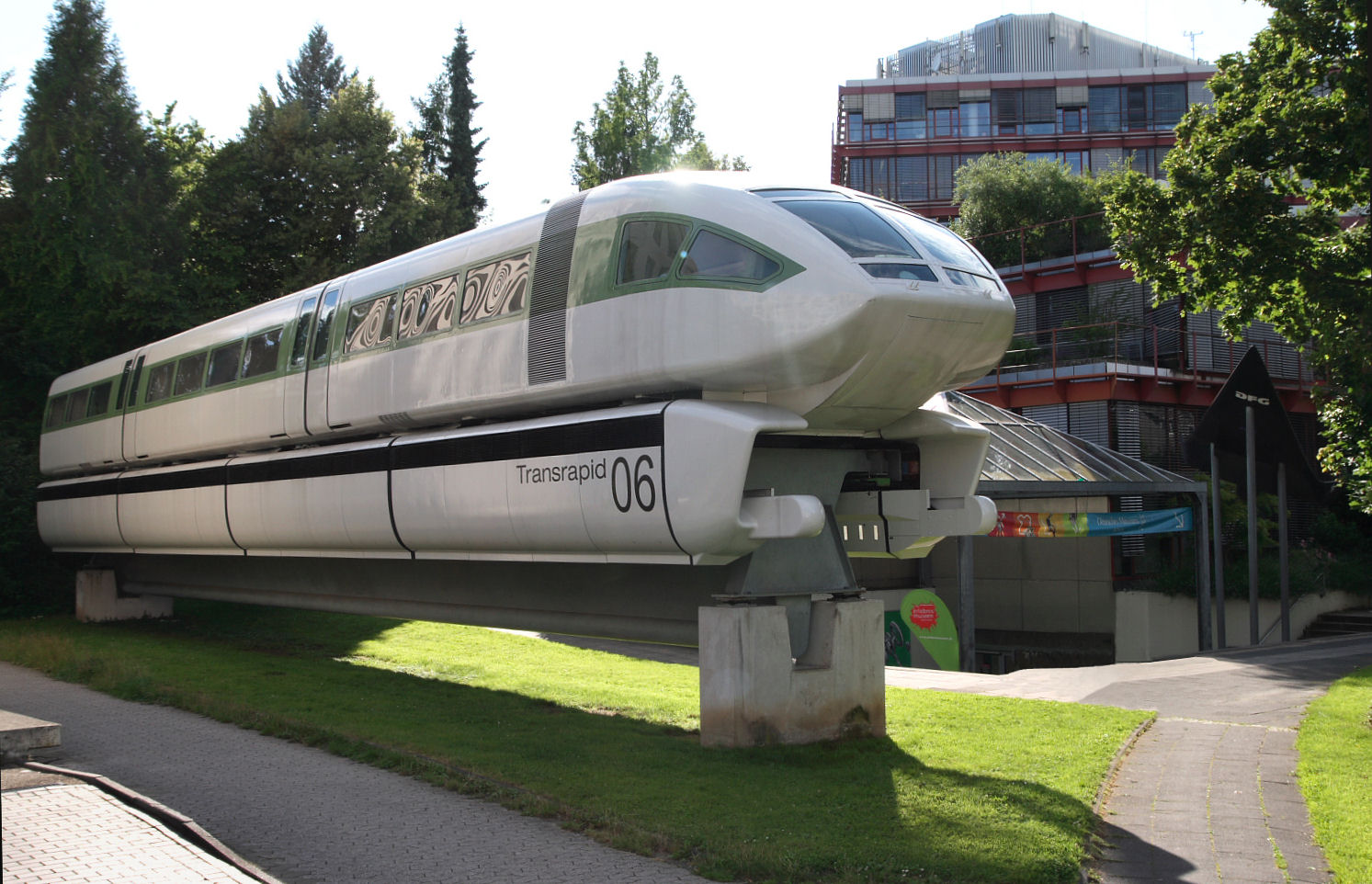
Sektion I des TR 06 neben dem Deutschen Museum Bonn

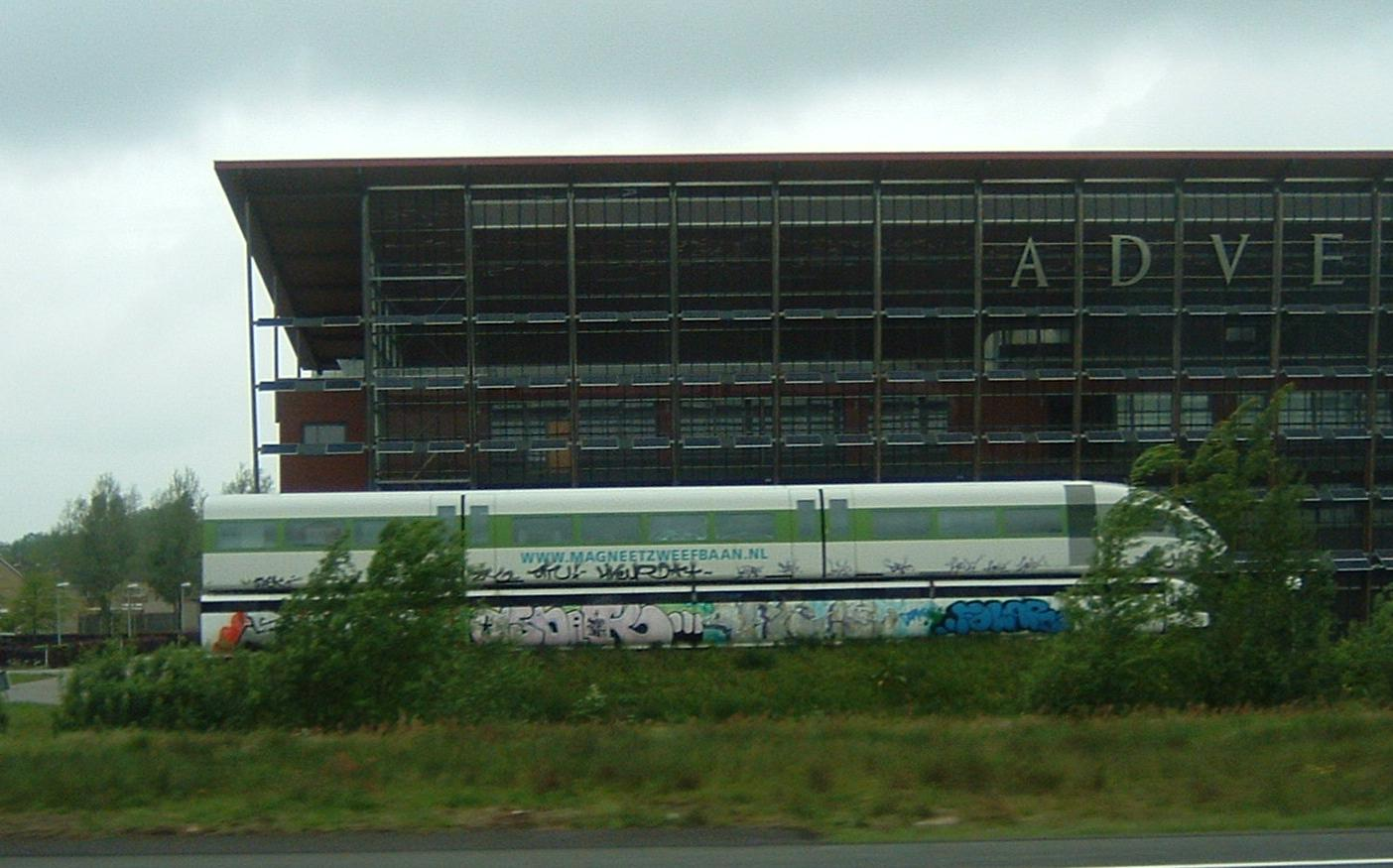
Sektion mit Graffiti bei Drachten

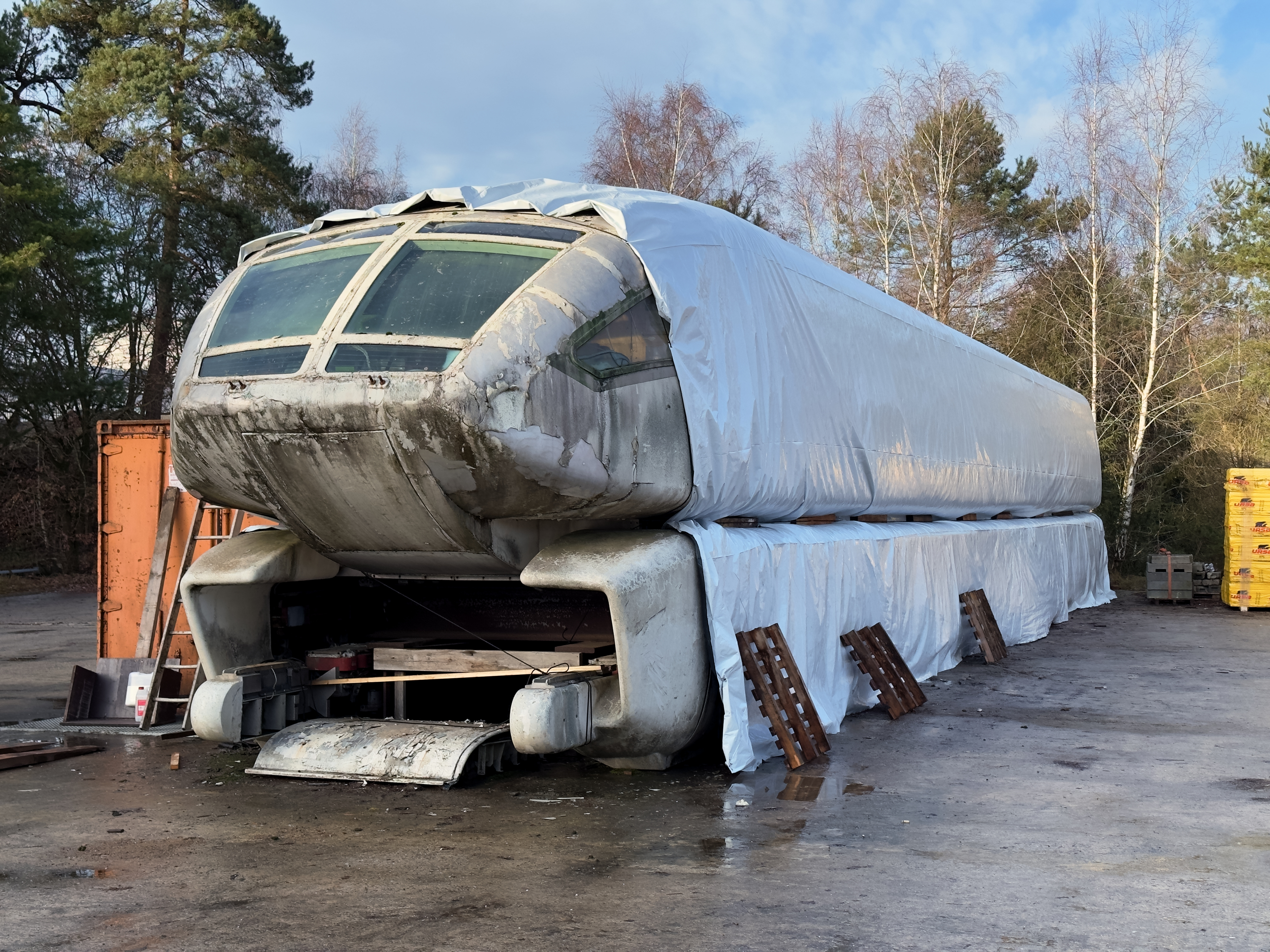
Die Sektion II, eingelagert in Lathen

Die Sektion I des TR 06 ist seit 1995 vor dem Deutschen Museum in Bonn auf einem Stück Fahrweg ausgestellt.
Die Sektion II wurde bis 1999 als Ausstellungsexponat auf dem Gelände der TVE ausgestellt. Ende 1999 musste dieser den Platz für den mittlerweile ebenfalls außer Dienst gestellten Transrapid 07 als Bestandteil eines der Regionalprojekte der Expo 2000 räumen und wurde am 28. Dezember 1999 als Werbeträger nach Drachten transportiert, einer der Kleinstädte, die beim niederländischen Transrapid-Projekt Amsterdam-Groningen mit dem Transrapid durchquert werden sollten. Dem Verein „Frysteat Folgeren“ gelang es, den Fahrzeugschwertransport im Drachtener Stadtteil Folgeren – wenige Kilometer vor seinem Ziel – für einige Stunden anzuhalten und der Öffentlichkeit zu präsentieren. Das symbolische „Verschleppen“ von Gegenständen über den Jahreswechsel hat in den Niederlanden lange Tradition. Wegen der starken Verwitterung und Vandalismus beschloss man, diese Sektion 2006 abzubauen und zurück nach Lathen zu transportieren. Das Fahrzeug gehört seit 2006 der Gemeinde Lathen und befindet sich eingelagert auf einem Unternehmensgelände nahe der TVE. Es besteht die Überlegung, das Fahrzeug einer Restaurierung zu unterziehen.
Im August 2021 wurde bekannt, dass die Sektion II aus Lathen ins Eisenbahnmuseum Bochum transportiert, dort ausgestellt und zu einem Gastronomiebetrieb umfunktioniert werden soll. Das Vorhaben soll von der Stiftung der Sparkasse Bochum mit 250.000 Euro gefördert werde. Bislang ist der Abtransport jedoch noch nicht erfolgt. Stattdessen wurde Anfang August 2024 berichtet, dass das Museum die Sektion I des Transrapid 07 von Max Bögl erworben hat, nachdem hier auch ein Stück Fahrweg mit erworben werden konnte, das für das Ausstellen des Fahrzeugs erforderlich ist.